# Bryoptera
Bryoptera is een geslacht van vlinders van de familie spanners (Geometridae), uit de onderfamilie Ennominae.

## Soorten
- B. albiplaga Warren, 1906
- B. atomosaria Dognin, 1912
- B. basisignata Warren, 1904
- B. canidentata Warren, 1904
- B. canitiata Guenée, 1858
- B. colita Schaus, 1901
- B. cretata Warren, 1905
- B. deformipennis Warren, 1907
- B. diffusimacula Dognin, 1911
- B. discata Gue, 1858
- B. divulsa Walker, 1860
- B. ecuadorata Dognin, 1895
- B. friaria Schaus, 1913
- B. fulvisquamosa Prout, 1931
- B. hypomelas Kaye, 1901
- B. infuscaria Guenée, 1857
- B. injunctata Guenée, 1857
- B. leprosata Guenée, 1857
- B. leucophaes Prout, 1910
- B. nigrilineata Warren, 1906
- B. phileas Schaus, 1927
- B. ruficana Warren, 1904
- B. subbrunnea Warren, 1900
- B. subpallida Schaus, 1901